# Acacia oligoneura
Acacia oligoneura — вид квіткових рослин з родини бобових. Ареал: Австралія (Північна територія, Західна Австралія).

## Середовище
Зустрічається на скелястих схилах і плато як частина лісових спільнот.

## Біоморфологічна характеристика
Цей кущ зазвичай досягає висоти від 1 до 5 метрів. Цвіте з жовтня по травень, утворюючи жовті квітки. Він має багато смолистих стебел і кутасті, сплюснуті та голі гілочки, які мають зеленувато-жовтий або блідо-коричневий колір і зазвичай лущаться. Світло-оливково-зелені та голі філодії мають дуже вузько-зворотно-ланцетну або еліптичну форму, прямі або злегка зігнуті. Філодії мають довжину від 9 до 20 см і ширину від 7 до 21 мм і мають жовтуваті жилки.